# Napvormig kristalkopje
Het napvormig kristalkopje (Didymium vaccinum) is een slijmzwam in de familie Didymiaceae. Het groeit saprotroof op kruidachtige plantendelen. Het is bekend van loofbossen.

## Kenmerken

### Uiterlijke kenmerken
- Sporotheca: wit tot bruinachtig-wit, verspreid tot gegroepeerd, hemisferisch tot tumbinaat sporangia (0,6-1,4 mm breed, 0,5-1,5 mm dik).
- Peridium: vliesachtig en hyaliene tot geelbruin; bedekt met een vrije, gladde korst van samengepakte witte tot bleekoranjebruine kalkkristallen (eierschaal), die als geheel kunnen opensplijten.
- Hypothallus: onopvallend en vliesachtig
- Steel: kort, bekervormig, gegroefd en intern kalkhoudend; wit tot bleekgeelbruin.

### Microscopische kenmerken
- Columella: groot (meestal), hemisferisch en roodbruin tot oranjebruin.
- Capillitium: schaars, hyaliene tot bleekgeelbruine draden; spaarzaam dichotoom vertakt en anastomoseert.
- Sporen: bolvormig (7,5-12 μm); opvallend, maar spaarzaam wrattig (te zien onder een elektronenmicroscoop); zwart (in massa) of donkerbruin (in doorzicht).

## Verspreiding
In Nederland komt het napvormig kristalkopje uiterst zeldzaam voor. Het staat niet op de rode lijst en is niet bedreigd.